# Геркулес з Бичачого форуму
Геркулес з Бичачого форуму — позолочена бронзова статуя Геркулеса, виявлена при розкопках на Бичачому форумі Риму при папі Сіксті IV.
Розумно припустити, що в давнину скульптура заввишки 241 см стояла в храмі Геркулеса Переможця, що зберігся на Бичачому форумі. Принаймні про таку статую згадує в «Природній історії» Пліній Старший.
У правій руці герой тримає палицю, у лівій — три яблука Гесперид.
Статую виставлено на Капітолії і датується II століттям до н. е. Найближчу відповідність їй представляє інша позолочена бронзова статуя Геркулеса, зі шкірою немейського лева, витягнута в 1864 з руїн театру Помпея.